# Тюллен
Тюллен (фр. Tullins) — коммуна во французском департаменте Изер. Родина винограда дюриф. Входит в состав кантона Тюллен. Округ коммуны — Гренобль.
Код INSEE коммуны — 38517. Население коммуны на 2007 год составляло 7612 человек. Населённый пункт находится на высоте от 179 до 784 метров над уровнем моря. Муниципалитет расположен на расстоянии около 470 км юго-восточнее Парижа, 75 км юго-восточнее Лиона, 23 км северо-западнее Гренобля. Мэр коммуны — Maurice Marron, мандат действует на протяжении 2009—2016 гг.
Динамика населения (INSEE):